# 广渠门之战
广渠门之战是崇祯二年（公元1629年）十一月二十日明朝与后金在明朝的首都北京广渠门下爆发的一场战争，明军在袁崇焕的指挥下，经过数小时的血战，成功击退了后金军。
皇太极率大军设立营地在北京城北，分为两翼。侦察兵报告皇太极，明军正集结在德胜门等地。皇太极率领右翼的军队前进。另外得到报告称东南边也有明军袁崇焕部队集结，皇太极遂派遣左翼军队前去攻击。
《崇祯实录》记：“袁崇焕令都司戴承恩择地广渠门，祖大寿阵于南，王承胤等阵西北，崇焕公阵于西待战。午刻，有骑兵突东南，力战稍却，承胤竟徙阵南避。游击刘应国，罗景荣，千总窦浚等帅兵追虏至运河。虏酋精骑多冰陷，所伤千计。京兵亦伤失数百人”。

## 战役过程
当天，袁崇焕、祖大寿率骑兵在广渠门外，有九千骑兵，以及一些步兵队伍。袁崇焕传令，令祖大寿在右翼埋伏于南面森林，王承胤在左翼北面，袁崇焕亲自带中路军，辽军结成“品”字形阵，阙东面以待。
后金军发动攻击，莽古尔泰先派出第一批先锋，攻击袁崇焕中路军，爆发激烈战斗。随即后金军大队开始攻击，由将领阿巴泰、阿济格、多尔衮、豪格带队进攻。
豪格先攻击辽军左翼，而左翼南下汇合中路军，形成大阵。阿巴泰、阿济格、多尔衮，带队从中路进攻辽军大阵。
此时后金军大批队伍拥挤在辽军大阵正面东方，则辽军左翼北方只有豪格队伍。
袁崇焕率领将士，英勇抵御，奋力鏖战。袁崇焕被箭矢射中，但因身穿重甲没被射穿。后金军有精锐队伍突袭到袁崇焕旗帜大纛前。而辽军将领袁升高，带队击败后金军精锐队伍，成功保护袁崇焕旗帜大纛。
有些后金军队伍见到战况惨烈，开始退缩。
战至最炽热阶段，辽军右翼祖大寿，从南面森林突出袭击正面后金军，目标要与辽军大阵一起夹击后金军队伍。
后金军将领莽古尔泰、多铎，带队压阵后方，见此情形立刻派第一批队伍截击祖大寿右翼，但是右翼击退后金军这批拦截队伍，并成功汇合辽军大阵，前后夹击正面的后金军大队伍。
莽古尔泰此时集结全部压阵队伍，继续突击右翼祖大寿，并接应后金军大队伍撤退。期间辽军左翼的豪格队伍没得到接应，于是辽军包围绞杀豪格队伍，豪格苦战许久，后金军才派队伍到左翼接应豪格撤退。
后金军且战且退，辽军追杀发起多次冲击，一直追杀到运河边。
战斗从中午打到下午，辽军伤亡大约数百，在夜晚打扫战场完毕才返回营地。 祖大寿和袁崇焕的盔甲，都被箭矢射中，有轻伤。

## 战后结算
战斗当天早晨，袁崇焕察觉士兵和战马都疲劳饥渴，已经连续三天了，于是派遣亲信旗鼓官传递奏疏，请求城内速发粮草给辽军。战斗结束后，辽军终于收到了一批粮食，有酒肉麦饼。袁崇焕将食物分发士兵，并拿着食物抚慰伤员。此时伤兵都在城外营地，餐霜宿露，无法入城休息。
依据后金记载，八旗军伤亡颇多：图鲁什，与护军同攻，镶黄旗护军二人阵亡，携其尸归。 伊尔登，被射伤七处，重伤二处。色勒，锁骨被射断。 哈宁阿，手被砍一处，箭伤一处，盔伤四处，甲袖刀伤二处，马刀伤二处。 鄂罗色臣，手伤一处，马伤一处。乌赖，进击负伤。 布颜图，率先进击，手被锤击。
此战后金军的蒙古仆从军溃败。一名蒙古人将领，索诺木，阵亡了。
皇太极处罚一批八旗军官，包括康古礼、章京郎球、韩岱等将领的退缩行为，剥夺职务并罚款赎罪，并对一个总兵官剥夺牛录人口给其弟。 对于蒙古仆从军则严重惩罚，要求必须缴纳大量财宝赎罪。皇太极又下令，犒赏迎战有功的将领。有罪将领的罚款财宝一半，分给有功的将领士兵。